# HP Inc.
HP Inc. (conocida como Hewlett-Packard), es una empresa multinacional estadounidense de tecnología de la información con sede en Palo Alto, California, que desarrolla computadoras personales (PC), impresoras y suministros relacionados, así como soluciones de impresión 3D. Se formó el 1 de noviembre de 2015, como sucesora legal de la Hewlett-Packard original después de que las divisiones de productos empresariales y servicios comerciales de la compañía se escindieran como una nueva empresa que cotiza en bolsa, Hewlett Packard Enterprise.
HP cotiza en la Bolsa de Valores de Nueva York y forma parte del índice S&P 500. Es el segundo proveedor de computadoras personales más grande del mundo por ventas unitarias en enero de 2021, después de Lenovo. En la lista Fortune 500 de 2023, HP ocupa el puesto número 63 como la corporación más grande de Estados Unidos por ingresos totales.

## Historia
El 6 de octubre de 2014, Hewlett-Packard anunció su división en dos compañías que cotizarían de manera separada en el mercado de valores, con lo que su negocio de computadoras e impresoras operaría independiente de su unidad de servicios y equipos corporativos.
La empresa dedicada a las impresoras y las computadoras personales y portátiles se llamaría HP Inc. y la firma dedicada a los servidores, equipos de almacenamiento y redes, programas de cómputo y servicios para terceras empresas se llamaría Hewlett Packard Enterprise.

### Como HP Inc.
En mayo de 2016, HP presentó una nueva submarca de juegos para PC conocida como Omen (reutilizando marcas comerciales asociadas con VoodooPC), que incluye computadoras portátiles y de escritorio para juegos (esta última ofrece opciones como refrigeración por agua y gráficos Nvidia GTX 1080, y se promociona como VR- ready) y otros accesorios (como monitores) diseñados para atender al mercado.
En noviembre de 2017, HP adquirió la división de impresoras de Samsung Electronics por $ 1.050 millones. 

### Oferta pública de adquisición hostil de Xerox
El 5 de noviembre de 2019, The Wall Street Journal informó que la empresa de documentos impresos y digitales Xerox estaba contemplando la posibilidad de adquirir HP. La empresa rechazó unánimemente dos ofertas no solicitadas, incluida una oferta en efectivo y acciones a 22 dólares por acción. HP declaró que había "incertidumbre con respecto a la capacidad de Xerox para recaudar la parte en efectivo de la contraprestación propuesta" (especialmente dado que Xerox es una empresa más pequeña en términos de capitalización de mercado que HP), y señaló la agresividad de la empresa. 
El 26 de noviembre de 2019, Xerox emitió una carta pública en la que se defendía de las acusaciones de HP de que su oferta era "incierta" y "altamente condicional", y declaró su intención de "comprometerse directamente con los accionistas de HP para solicitar su apoyo para instar a la Junta de HP a hacer lo correcto y aprovechar esta atractiva oportunidad".
Xerox declaró en enero de 2020 que propondría el reemplazo de la junta directiva de HP durante su próxima reunión de accionistas en abril de 2020. En un comunicado a TechCrunch, HP reveló su creencia de que la oferta de Xerox estaba siendo "impulsada por" el accionista activista Carl Icahn. Xerox elevó su oferta a 24 dólares por acción en febrero de 2020.
El 21 de febrero de 2020, HP instituyó un plan de derechos de los accionistas para defenderse de la búsqueda de Xerox de una adquisición hostil. Cuatro días después, HP anunció que, si los accionistas rechazaban la compra de Xerox, planeaba ofrecer $ 16 mil millones en retorno de capital entre el año fiscal 2020 y 2022, incluidos $ 8 mil millones en recompras de acciones adicionales y elevar su "retorno objetivo de capital a largo plazo a 100 % de generación de flujo de caja libre ". HP criticó la oferta de Xerox como un "intercambio de valor defectuoso" basado en "sinergias exageradas".
El 5 de marzo de 2020, HP rechazó una oferta a 24 dólares por acción.
El 31 de marzo de 2020, Xerox rescindió su oferta para comprar HP Inc, emitiendo en un comunicado:

"La actual crisis de salud global y la consiguiente agitación macroeconómica y del mercado causada por COVID-19 han creado un entorno que no es propicio para que Xerox continúe buscando una adquisición de HP Inc."